# VII: Ad Libitum
VII: Ad Libitum es el séptimo álbum de estudio del grupo asturiano Los Berrones, publicado por Llimaz Records en diciembre de 2009. Es el primer trabajo que publican sin el guitarrista Tate Blanco e incluyó una versión en asturiano de la canción de Pink Floyd "Comfortably Numb", como homenaje al teclista del grupo, Richard Wright, fallecido un año antes.
El disco también incluyó otra referencia a Pink Floyd en la portada, una parodia de The Dark Side of the Moon (1973) con el símbolo de Los Berrones, un relieve de una guitarra y un rastrillo entrecruzados, en sustitución del prisma. 

## Lista de canciones
Todas las canciones escritas y compuestas por Los Berrones excepto donde se anota. 
| N.º | Título                   | Escritor(es)                | Duración |  |
| 1.  | «Toi que me lleva Dios»  |                             |          |  |
| 2.  | «Carabines y escopetes»  |                             |          |  |
| 3.  | «Caverna d'usureros»     |                             |          |  |
| 4.  | «Nun me controles más»   |                             |          |  |
| 5.  | «Nun ye más qu'un esame» |                             |          |  |
| 6.  | «Empufáu»                |                             |          |  |
| 7.  | «Ya nun canta'l vaqueru» |                             |          |  |
| 8.  | «Señardá»                |                             |          |  |
| 9.  | «Pueblos pequeños»       |                             |          |  |
| 10. | «Ciudad Juárez»          |                             |          |  |
| 11. | «Vicentón»               |                             |          |  |
| 12. | «Tírate pal monte»       |                             |          |  |
| 13. | «Paraísu natural (?)»    |                             |          |  |
| 14. | «El furacón»             |                             |          |  |
| 15. | «Como un tapín»          | Roger Waters, David Gilmour |          |  |